# گروه الیور
گروه الیور (انگلیسی: Elior Group) شرکت صنایع غذایی فرانسوی است، که در سال ۱۹۹۱ تأسیس شد.